# Anatrachyntis badia
Anatrachyntis badia ist ein Schmetterling (Nachtfalter) aus der Familie der Prachtfalter (Cosmopterigidae).

## Merkmale
Die Falter erreichen eine Flügelspannweite von 7 bis 11 Millimeter. Sie ähneln Anatrachyntis rileyi, unterscheiden sich von dieser Art aber durch die rötlich braune Grundfärbung der Vorderflügel und das Fehlen der inneren Linie auf den Fransenschuppen unterhalb des Apex. Darüber hinaus haben die Falter graue Hinterflügel. Die ersten drei Segmente des Abdomens sind dorsal fahl gelb, die übrigen Segmente sind grau.
Die Genitalarmatur der Männchen ähnelt der von Anatrachyntis rileyi, unterscheidet sich aber durch das schlankere, parallelwandige linke Brachium, das keinen knolligen Apex besitzt und die sich von der Basis allmählich weitenden Valven.
Auch die Genitalarmatur der Weibchen ähnelt der von Anatrachyntis rileyi. Das Sterigma ist lang und verjüngt sich distal. Es steht stärker aus der Falte zwischen dem 7. und 8. Sternit heraus. Der Ductus bursae ist etwas länger als das Corpus bursae.

## Verbreitung
Anatrachyntis badia ist in Frankreich, Spanien, den Kanarischen Inseln (Teneriffa), im Süden der USA (Florida bis Kalifornien) und auf Hawaii verbreitet. In Holland und Großbritannien wurde die Art eingeschleppt. Nach Fauna Europaea kommt die Art auch auf Gibraltar, in Griechenland (Festland), Italien (Festland), auf Malta, Sizilien und in Spanien vor.

## Biologie
Die Raupen entwickeln sich hauptsächlich an abgestorbenem Pflanzenmaterial. Weiterhin wurden sie an Kiefernzapfen gefunden, die von Zünslern der Gattung Dioryctria  befallen waren. Außerdem fand man die Raupen auch an von Rostpilzen befallenen Kiefernzapfen und diversen Früchten (Limetten, Pampelmuse (Citrus maxima), Bananen (Musa)), Kohl (Brassica), Blüten der Kokospalme (Cocos nucifera), Blättern von Ulmen (Ulmus) usw. Die Art bildet zwei Generationen, in südlichen Gebieten sind es bis zu drei Generationen im Jahr.

## Systematik
Das folgende Synonym ist bekannt:
- Sathrobrotha badia Hodges, 1962

## Belege
Einzelnachweise
1. 1 2 3 4 5  J. C. Koster, S. Yu. Sinev: Momphidae, Batrachedridae, Stathmopodidae, Agonoxenidae, Cosmopterigidae, Chrysopeleiidae. In: P. Huemer, O. Karsholt, L. Lyneborg (Hrsg.): Microlepidoptera of Europe. 1. Auflage. Band 5. Apollo Books, Stenstrup 2003, ISBN 87-88757-66-8, S. 130 (englisch).
2. ↑  Elwood C. Zimmerman: Insects of Hawaii. Volume 9. Microlepidoptera. Part III. Gelechioidea. University Press of Hawaii, Honolulu 1978, Seite 1042
3. 1 2  Anatrachyntis badia bei Fauna Europaea. Abgerufen am 26. Januar 2012